# Poses
Poses – miejscowość i gmina we Francji, w regionie Normandia, w departamencie Eure. Przez miejscowość przepływa Sekwana. 
Według danych na rok 1990 gminę zamieszkiwały 1024 osoby, a gęstość zaludnienia wynosiła 142 osoby/km² (wśród 1421 gmin Górnej Normandii Poses plasuje się na 228 miejscu pod względem liczby ludności, natomiast pod względem powierzchni na miejscu 521).